# Masuda M Rashid Chowdhury
Masuda M Rashid Chowdhury (22 de julho de 1951 - 13 de setembro de 2021) foi uma política do Partido Jatiya (Ershad) e um membro do Jatiya Sangsad num assento reservado durante 2019-2021.

## Carreira
Ela foi eleita para o parlamento a partir para um assento reservado como candidata do Partido Jatiya (Ershad) em fevereiro de 2019. Em junho, o então presidente do partido, Hussain Muhammad Ershad, suspendeu-a temporariamente do partido, tendo sido reintegrada dois meses depois pelo novo presidente G. M. Quader.

## Morte
Chowdhury faleceu a 13 de setembro de 2021 aos 70 anos no hospital BIRDEM, em Dhaka.